# Distretto di Talas (Kirghizistan)
Il distretto di Talas (in kirghiso Талас району?, Talas rayonu) è un distretto (raion) del Kirghizistan con  capoluogo Talas.